# Lúcio Cardoso
Lúcio Cardoso (Curvelo, 1913. augusztus 14. – Rio de Janeiro, 1968. szeptember 22.) brazil újságíró, költő és író. Művei születtek drámák, novellák, színdarabok, költemények terén is.